# Mexikanische Wühlmaus
Die Mexikanische Wühlmaus (Microtus mexicanus) ist ein im südwestlichen Nordamerika und nördlichen Mittelamerika vorkommendes Nagetier in der Gattung der Feldmäuse. Die taxonomische Abgrenzung zu nahe Verwandten Arten ist noch nicht ausreichend erforscht.

## Merkmale
Dieses Nagetier ist mit einer Kopf-Rumpf-Länge von 109 bis 127 mm, einer Schwanzlänge von 24 bis 35 mm und einem Gewicht von 29 bis 48 g ein kleiner Gattungsvertreter. Es sind 15 bis 21 mm lange Hinterfüße und 12 bis 15 mm lange Ohren vorhanden. Auf der Oberseite kommt zimtfarbenes Fell vor, das gelbbraun bis dunkelbraun gesprenkelt ist. Die hellere Unterseite hat entweder eine zimtbraune oder graue Grundfarbe, die an manchen Stellen weißlich ist. Am Schwanz ist die Unterseite etwas heller. Im Gegensatz zu den meisten anderen Feldmäusen besitzen Weibchen nur vier paarig angeordnete Zitzen.
Die kleinen abgerundeten Ohren sind fast vollständig im Fell versteckt. Auf den Sohlen der Hinterfüße befinden sich sechs Ballen. Die Art hat in jeder Kieferhälfte einen Schneidezahn, keinen Eckzahn, keinen Prämolar und drei molare Zähne, was 16 Zähne im Gebiss ergibt. Der diploide Chromosomensatz enthält 48 Chromosomen (2n=48).

## Verbreitung
Die Art ist vom südlichen Colorado und südlichen Utah über Arizona, New Mexico und zentrale Bereiche Mexikos bis etwa zum Isthmus von Tehuantepec verbreitet. Sie lebt in Gebirgen zwischen 1200 und 4115 Meter Höhe. Die Mexikanische Wühlmaus hält sich in Wäldern auf, die von Nadelbäumen dominiert werden und die einen Unterwuchs aus Gras besitzen.

## Lebensweise
Die Exemplare können am Tag und in der Nacht aktiv sein. Sie halten sich auf dem Grund auf und legen ein Nest aus Gras in hohlen Holzklötzen, unter überhängenden Felsen oder in anderen Verstecken an. Die Tiere sind gut an trockene Gebiete angepasst. Sie ernähren sich von Gräsern und Kräutern, die mit Blättern, jungen Trieben, Wurzelknollen (im Sommer) oder Rinde (im Winter) komplettiert werden. Es werden keine Vorräte angelegt, jedoch bleiben abgebissene Reste an den Trampelpfaden liegen. Allgemein können sich Weibchen zu fast allen Jahreszeiten fortpflanzen (Ausnahme Mai und Dezember). Die meisten Nachkommen werden ungewöhnlich für Feldmäuse in den warmfeuchten Sommermonaten geboren. Mit einer durchschnittlichen Anzahl von 2,4 Neugeborenen pro Wurf hat die Art die geringste Fortpflanzungsrate aller Wühler in Nordamerika. Weibchen sind etwa drei Wochen trächtig.
Diese Feldmaus wird von Kojoten, dem Rotluchs, von Eulen und von Klapperschlangen gejagt.
Als eines von wenigen Nagetieren ist die Art für das Gift des Monarchfalters (Danaus plexippus) unempfindlich und kann diesen fressen.

## Gefährdung
Kleine isolierte Populationen sind für Veränderungen empfindlich. Der Gesamtbestand wird als groß eingeschätzt. Die IUCN listet die Mexikanische Wühlmaus als nicht gefährdet (least concern).